# Ouvéa
Ouvéa é o atol mais ocidental do arquipélago das Ilhas Lealdade, a nordeste da Nova Caledônia.
A superfície total é de 133 km², com uma altitude máxima de 39m. A ilha é alargada de norte a sul, formada por duas partes unidas por um estreito istmo de 25 km de comprimento. Os extremos norte e sul se prolongam até o oeste por uma barreira de coral e algumas ilhotas disseminadas. A costa oeste da ilha é uma larga praia de 25 km.
Na ilha de Ouvéa convivem duas comunidades, uma polinésia e a outra kanak, com duas línguas, porém com uma cultura mais próxima à Melanésia. Colonizada tanto a partir da grande ilha da Nova Caledônia (Grande Terre) como de Samoa e Tonga, no século XVIII se estabeleceram imigrantes polinésios da ilha Uvea de Wallis e Futuna. Por isso as vezes se distingue Uvea Este (Wallis) de Uvea Oeste (Ouvéa), e se incluem a ilha nas chamadas ilhas periféricas polinésias. Esta comunidade fala o uveano ocidental, ou faga uvea, muito próximo ao uveano oriental, o wallisiano. A lingua dos kanak de Ouvéa é o laai.
A população total era de 4.359 habitantes no censo de 2004, aproximadamente a metade de polinésios e a metade de kanak. A capital é Fayaoué.

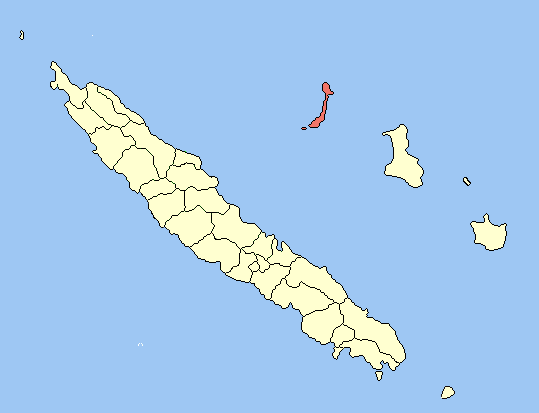
Mapa do arquipélago da Nova Caledônia com a ilha de Ouvéa em dstaque nas Ilhas Lealdade

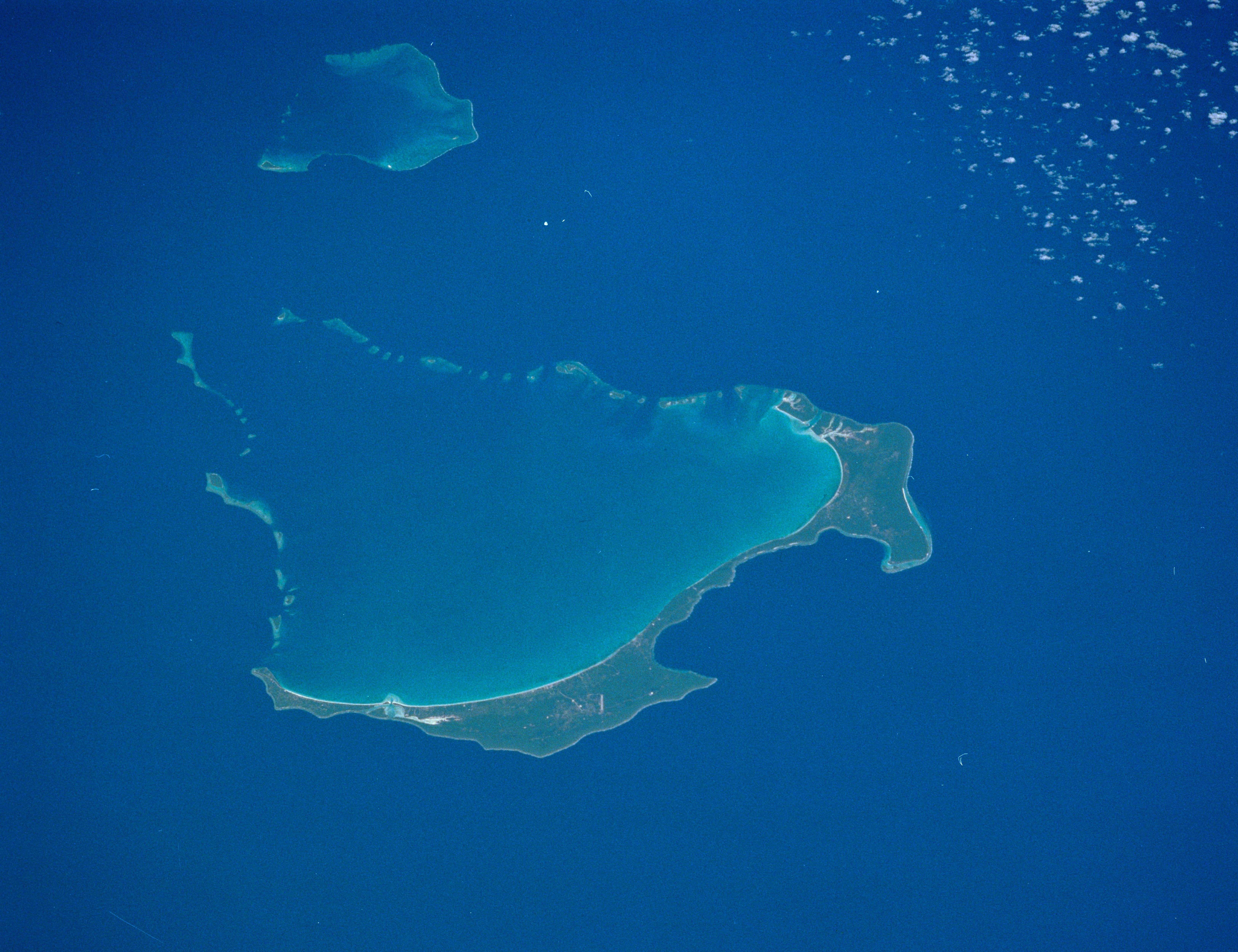
Foto orbital de Ouvéa tirada do espaço em novembro de 1990. Cortesia da NASA